# حمام عالم‌آباد
حمام عالم آباد مربوط به دوره قاجار است و در شهرستان دورود، بخش سیلاخور، دهستان سیلاخور، روستای عالم آباد واقع شده و این اثر در تاریخ ۲۸ اسفند ۱۳۸۵ با شمارهٔ ثبت ۱۸۵۹۸ به‌عنوان یکی از آثار ملی ایران به ثبت رسیده است.
زمان احداث این حمام به دوران قاجاریه میرسد.